# 朱蔚事件
朱蔚事件发生于1822年，由臺灣淡水人朱蔚發起。他因為姓朱，所以借姓氏之便自稱明室後裔，並從淡水潛入噶瑪蘭（現今宜蘭縣）號召民眾反清起義。因清在台官员腐朽不堪，所以很容易一呼百應。台灣鎮總兵官觀喜派兵前去鎮壓，逮捕到朱蔚，並將其處死。對潛入噶瑪蘭的漢人遊民，皆驅逐至淡水，遞交艋舺縣丞衙門，由八里坌配渡出境，如此鎮壓。